# بریتن (ویرجینیای غربی)
بریتن (به انگلیسی: Brittain) یک منطقهٔ مسکونی در ایالات متحده آمریکا است که در شهرستان تیلور، ویرجینیای غربی واقع شده‌است. بریتن ۳۱۳٫۹۵ متر بالاتر از سطح دریا واقع شده‌است.